# Фонологическая концепция Р. И. Аванесова

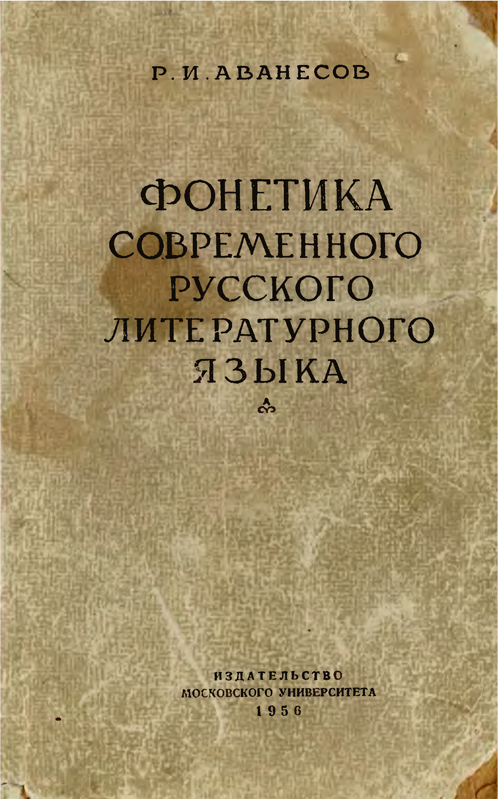
«Фонетика современного русского литературного языка»

Фонологическая концепция Р. И. Аванесова — одно из направлений в фонологии, основанное членом-корреспондентом АН СССР, профессором МГУ Рубеном Ивановичем Аванесовым. Автор изложил положения своего учения в книге «Фонетика современного русского литературного языка», увидевшей свет в 1956 году.
Следует заметить, что Р. И. Аванесов является также одним из создателей Московской фонологической школы, однако его взгляды, изложенные в «Фонетике…» 1956 года, не совпадают с предшествовавшими им по времени возникновения традиционными воззрениями МФШ.
Влияние концепции Р. И. Аванесова заметно в тексте академической «Русской грамматики», вышедшей в 1980 году и известной также как «Грамматика-80».

## Положения
- Фонемой называется кратчайшая звуковая единица языка, рассматриваемая в совокупности тех своих черт, которые не обусловлены позицией, и потому сама по себе способная различать звуковые оболочки словоформ. По Аванесову, в различных позициях «соотношение самостоятельных и обусловленных сторон кратчайших звуковых единиц»[3] различно. Так, в русском языке в словоформах сядь и снять мягкость начального согласного носит различный характер: в первом случае она не обусловлена фонологической позицией (ср. сад с твёрдым [s]), во втором — обусловлена (в данной позиции [s] и [s'] не противопоставлены)
- Существует два принципиально различных типа обусловленных позицией чередований звуков:
  - чередования, образующие параллельные (непересекающиеся, не имеющие общих членов) ряды
  - чередования, образующие пересекающиеся (имеющие общие члены) ряды. Они, в свою очередь, также могут быть классифицированы:
    - чередования, при которых нескольким звуковым единицам в одной позиции соответствует одна единица в другой позиции, совпадающая с одной из них. Так, звонкие и глухие шумные согласные русского языка, различаясь в позициях перед гласными, сонорными согласными, а также перед /v/ и /v'/, на конце слова совпадают в глухих звуках: [plot], но [plota] — [ploda]
    - чередования, при которых нескольким звуковым единицам в одной позиции соответствует одна единица в другой позиции, не совпадающая ни с одной из них. К примеру, русские гласные /o/ и /a/, различающиеся под ударением, в первом предударном слоге совпадают в звучании [ʌ]
- В языках, которым присущи непараллельные ряды чередований (к ним относится и русский), в различных позициях различается неодинаковое число звуковых единиц; чем больше единиц различается в данной позиции, тем большей способностью к различению звуковых оболочек словоформ обладает в ней звуковая единица. Позиция, где такая способность максимальна, называется сильной, остальные — слабыми
- Звуковая единица, выступающая в сильной позиции, называется сильной фонемой[4]. В слабых позициях выступают слабые фонемы. При подсчёте числа фонем в языке учитываются сильные, но не слабые фонемы[3]. И сильные, и слабые фонемы способны выступать в различных вариантах (так, сильная фонема a в мал и мял выступает в различных вариантах)
- Ряд чередований, могущий пересекаться с другими рядами (иметь с ними общие члены), называется фонемным рядом. В него входят сильная фонема и позиционно чередующиеся с ней слабые. Данное место в морфеме занимают представители одного и того же фонемного ряда, вне зависимости от позиции, занимаемой самой морфемой.

### Критика
Л. Л. Касаткин отмечает непоследовательность в использовании терминов, допускаемую Р. И. Аванесовым. Так, по Аванесову, слабая фонема соответствует двум или нескольким сильным; однако в «Фонетике…» упоминаются «слабая фонема верхняя нелабиализованная» и «слабая фонема верхняя лабиализованная», замещающие по одной сильной (и и у соответственно) каждая. Слабая фонема в пределах одной работы Аванесова понимается то как ряд позиционно чередующихся звуков-вариантов, то как один из таких вариантов.

## Фонологическая система русского языка с точки зрения концепции Р. И. Аванесова

### Гласные
Р. И. Аванесов выделяет в русском языке пять фонемных рядов гласных. Два из них, возглавляемые сильными фонемами и и у, не пересекаются с другими фонемными рядами и потому могут быть названы «нулевыми». Тем не менее, принадлежащие к названным рядам фонемы выступают во множестве обусловленных позициями вариантов.
Три оставшихся фонемных ряда возглавляются сильными фонемами е, о, а, выступающими под ударением. В различных позициях безударных слогов им соответствуют слабые фонемы, выделяемые не по акустическим или артикуляторным признакам, а в связи с тем, общими членами каких фонемных рядов они являются (каким сильным фонемам соответствуют):
- после твёрдых парных согласных и в начале слова — α (соответствует о и а);
- после заднеязычных согласных (г, к, х) — α1 (соответствует о и а, противопоставлена е — представителю сильной фонемы е);
- после мягких согласных — α в предударных слогах и перед мягким согласным за ударением (соответствует е, о и а), α1 в иных случаях за ударением (соответствует о и а, противопоставлена е);
- после твёрдых шипящих — α в предударных слогах (кроме первого) и за ударением, но не в конечном открытом слоге (соответствует е, о и а), α1 в конечном заударном открытом слоге (соответствует о и а, противопоставлена е), α2 в первом предударном слоге (соответствует е и о, противопоставлена а — представителю сильной фонемы а)[6].

Названные слабые фонемы имеют различные позиционные варианты; так, α в первом предударном слоге в начале слова и после твёрдых парных согласных реализуется как [ʌ], после мягких парных — как [ие].
По вопросу о статусе звучания [ы] в русском языке Р. И. Аванесов придерживается сходных с МФШ взглядов: по его мнению, данная единица, не являясь самостоятельной фонемой, выступает в качестве варианта фонемы и, обусловленного позицией после твёрдого согласного. Такая точка зрения вполне согласуется с положением концепции, гласящим, что гласные русского языка характеризуются лишь двумя различительными (не обусловленными позицией) признаками: степенью подъёма языка и наличием — отсутствием лабиализации. Признак ряда позиционно обусловлен и характеризует тот или иной вариант фонемы, но не фонему в целом.

### Согласные
Как и представители МФШ, Р. И. Аванесов считает [г'], [к'], [x'] не самостоятельными фонемами, а позиционно смягчёнными вариантами фонем г, к, х, однако в «Фонетике…» отмечается их тенденция к приобретению самостоятельности.